# Frehse
Frehse ist ein niederdeutscher Familienname. Zur Bedeutung siehe Freese.

## Namensträger
- Albin Frehse (1878–1973), deutscher Hornist
- Gabriele Frehse (* 1960), deutsche Turntrainerin
- Jens Frehse (* 1943), deutscher Mathematiker
- Jil Frehse (* 2004), deutsche Fußballtorhüterin
- Krischan Frehse (* 1978), deutscher Bassist und ehemaliges Mitglied der Band Heavytones
- Melanie Frehse (* 1982), deutsche Inneneinrichterin und TV-Einrichtungsberaterin
- Tanja Frehse (* 1972), deutsche Schauspielerin
- Ulrich Frehse (* 1966), deutscher Musikproduzent und Komponist